# Општина Чуча (Клуж)
Чуча (рум. Ciucea) општина је у Румунији у округу Клуж.
Oпштина се налази на надморској висини од 480 m.